# Карженка
Карженка — река в Можайском городском округе Московской области России, левый приток Протвы.
Исток находится к северу от деревни Юдинки, в 6 км к юго-западу от станции Бородино Смоленского направления МЖД. Впадает в реку Протву в 2 км ниже деревни Бартеньево.
Длина — 11 км, площадь водосборного бассейна — 34,5 км², по другим данным длина — 13 км, площадь водосбора — 34 км². Равнинного типа. Питание преимущественно снеговое. Замерзает в середине ноября, вскрывается в середине апреля:7—8. Из-за довольно сырых лесов бассейн Карженки не очень привлекателен для туристов, но по ней можно проложить путь к живописным и малопосещаемым верховьям Протвы.
По данным государственного водного реестра России относится к Окскому бассейновому округу. Речной бассейн — Ока, речной подбассейн — бассейны притоков Оки до впадения Мокши, водохозяйственный участок — Протва от истока до устья.